# Synagoga w Lengnau
Synagoga w Lengnau – synagoga znajdująca się w Lengnau, w szwajcarskim kantonie Argowia.
Synagoga została zbudowana w XIX wieku, w mieszanym neoromańskim i neoklasycystycznym stylu według projektu Ferdinanda Stadlera. Jest obecnie jedynym centrum religijnym oraz kulturalnym gminy żydowskiej w Lengnau.